# Antonio Pappano
Antonio Pappano (Epping 1959 - ). Pianista i director d'orquestra britànic d'ascendència italiana. Va ser el director en cap de l'Orquestra Simfònica de Londres (LSO) i Director musical de la Royal Opera House. És director musical emèrit de l'Orquestra de ll'Accademia Nazionale di Santa Cecilia a Roma.

## Biografia
Antonio Pappano va néixer el 30 de desembre de 1959 a Epping, Essex (Anglaterra) en una família originaria de  Castelfranco in Miscano a la província italiana de Benevento. La seva família tenia un restaurant al Regne Unit i quan Antonio tenia tretze anys es van traslladar a Conneticut, (Estats Units) on el seu pare va poder treballar de professor de cant. No va estudiar música en una escola reglada, però va rebre formació mentre ajudava al seu pare i amb diversos professors, inclosa la professora de piano Norma Verrilli. Més tard va estudiar  composició amb Arnold Franchetti i direcció amb Gustav Meier.

#### Pianista
Va començar com a pianista acompanyant al piano els alumnes del seu pare en tots els gèneres de música vocal, des de les àries d'òpera fins al lied i musicals,i  també en la cançó popular.  La seva carrera professional la va iniciar com a pianista, primer, al 21 anys  com a mestre "répétiteur" a la New York City Opera , i  desprès a teatres com Gran Teatre del Liceu, l'Òpera de Frankfurt i a l'Òpera Lírica de Chicago, on va  conèixer a Daniel Barenboim, que el va agafar com a assistent al  Festival de Bayreuth.
Com a pianista, Antonio Pappano ha acompanyat a alguns dels cantants més famosos, com Joyce DiDonato, Diana Damrau, Gerald Finley i Ian Bostridge. També s'ha associat amb cantants i solistes instrumentals en gravacions, incloent recitals d'òpera amb Nina Stemme, Placido Domingo, Anna Netrebko i Jonas Kaufmann, enregistraments de concerts amb solistes com Leif Ove Andsnes, Maxim Vengerov, Janine Jansen, Jan Lisiecki i Beatrice Rana. Té un fort compromís amb la formació de joves cantants i instrumentistes, i estretes connexions amb els festivals com Festival d'Aldeburgh i Festival de Verbier.

#### Director
El seu debut com a director d'òpera va arribar amb La Bohème de Giacomo Puccini a l'Òpera d'Oslo, de la qual va ser nomenat director musical l'any 1990.   L'any 1992, amb 32 anys, va esdevenir director musical del Théâtre Royal de la Monnaie de Brussel·les, fins que el  2002, quan va assumir la direcció musical de la Royal Opera House, de Londres.
Pappano és sol·licitat com a director d'òpera al més alt nivell internacional, inclòs amb la Metropolitan Opera de Nova York, l'Òpera de l'Estat de Viena, Staatsoper Unter den Linden de Berlín, els Festivals de Bayreuth i Festival de Salzburg, l'Òpera Lírica de Chicago i el Teatro alla Scala, i ha actuat com a director d'òpera i com a director convidat en moltes de les orquestres més prestigioses del món, com ara l'h, l'Orquestra Filharmònica de Viena,  l'Orquestra Filharmònica de Viena, la Orquestra Reial del Concertgebouw dels Països Baixos,  Orquestra Simfònica de la Ràdio de Baviera, la Chicago Symphony Orchestra , Orquestra Simfònica de Boston, Orquestra de Filadèlfia,  Orquestra de Cleveland, l'Orquestra del Gewandhaus de Leipzig i l'Orquestra de París. Manté una relació especialment forta amb l'Orquestra de Cambra d’Europa.

## Guardons
| Any  | Guardò                                                                  |
| ---- | ----------------------------------------------------------------------- |
| 2008 | Commendatore dell'Ordine al merito della Repubblica italiana            |
| 2010 | Premio Vittorio De Sica                                                 |
| 2012 | Cavaliere di gran croce dell'Ordine al merito della Repubblica italiana |
| 2011 | Knight Bachelor (Regne Unit)                                            |
| 2013 | International Opera Awards                                              |

## Gravacions
Ha enregistrat més de 70 àlbums, la majoria dedicats a l'òpera. Pappano és un artista exclusiu per a Warner Classics (abans EMI Classics) des de 1995, i la seva discografia inclou nombroses òperes completes, com Don Carlo, La Rondine, Guillaume Tell, Il Trittico, Werther, Il Trovatore, Tristan und Isolde i Aida. El 2022 es va estrenar a Sony Classical l'Otello de Verdi, i un disc de duets de Verdi amb Jonas Kaufmann i Ludovic Tezier, la quarta i sisena simfonia de Vaughan William per a LSO Live, i el 2023 Warner va llançar el primer enregistrament d'estudi de Turandot de Puccini , gravada a Roma amb l'Accademia Nazionale di Santa Cecilia.
Els enregistraments orquestrals de Pappano amb l'Accademia Nazionale di Santa Cecilia inclouen Ein Heldenleben de Strauss, la 2a de Rakhmàninov, la 6a de Mahler, la 9a de Dvorak i la 4a, 5a i 6a simfonies de Txaikovski, la Trilogia romana de Respighi, la Trilogia Romana d'Ottorino Respighi. el War Requiem de Britten i el Rèquiem de Verdi,. La seva discografia també inclou el seu treball amb altres formacions, com ara la London Symphony i l'Orquestra Filharmònica de Berlín, i les orquestres de la Royal Opera House i el Théâtre Royal de la Monnaie, en música que va des de Pergolesi i Mendelssohn, fins a Andrzej Panufnik, Philippe Boesmans i Maxwell Davies. S'han publicat nombroses produccions de la Royal Opera House en DVD, com Carmen, Les Troyens, Parsifal, Simon Boccanegra, Le nozze di Figaro i Manon Lescaut.

## Llibre
El juny del 2024 va publicar un llibre de caràcter autobiogràfic "My Life in Music" editat per Faber & Faber. ISBN 9780571371730.

## Memorial
Memorial Pasquale Pappano: A Castelfranco in Miscano, ciutat d'origen d'Antonio Pappano, a finals d'agost se celebra l'Homenatge a la memòria de Pasquale Pappano, un esdeveniment anual que celebra la memòria del pare i primer mestre d'Antonio Pappano. Durant la vetllada Pappano dirigeix el Orquestra Filharmònica de Benevent.